# Supermarine Stranraer
Супермарі́н Странрар (англ. Supermarine Stranraer) — британський літаючий човен-біплан міжвоєнного періоду, який використовувався як морський розвідувальний літак Королівськими повітряними силами і Королівські повітряними силами Канади. На озброєнні останніх «Странрар» використовувався аж до 1944 року.

## Історія
Коли Міністерство авіації в 1931 році видало специфікацію R.24/31 на двомоторний патрульний літаючий човен. Спочатку проєкт називався «Саутгемптон Mk.V», хоча він мав більше спільного з попереднім проєктом компанії Supermarine Scapa, ніж з застарілим Supermarine Southampton. Літак мав суцільнометалеву конструкцію з тканинним покриттям крил, і являв собою більшу версію Scapa і оснащувався двигунами Bristol Pegasus IIIM з дволопатевими пропелерами.
В серпні 1935 року після успішних випробувань прототип «Саутгемптон Mk.V» було перейменовано на «Странрар» (англ. Stranraer) і видано перше замовлення на 17 літаків за спеціально виготовленою під літак специфікацією R.17/35, згідно якої літак оснащувався потужнішим двигуном Bristol Pegasus X з трилопатевим пропелером Fairey-Reed. Окрім Британії «Странрар» виготовлявся за ліцензією в канадській компанії Vickers, де було в період з 1938 по 1941 рік було виготовлено 40 літаків.
В Великій Британії «Странрари» першими надійшли на озброєння 228-ї ескадрильї (Пембрук) в 1936 році, а на початок Другої світової війни все ще залишався на озброєнні 201-ї і 209-ї ескадрилей в Інвергордоні в Шотландії. Літом 1940 року в Королівських ВПС Великої Британії всі «Странрари» були замінені на Short Sunderland чи Saro Lerwick.
В Канадських ВПС перші «Странрари» надійшли на озброєння 5-ї розвідувальної ескадрильї в листопаді 1938 року. Після початку війни, 31 жовтня 1939 року, вона була перейменована в бомбардувально-розвідувальну ескадрилью і залучалась до анти-субмаринного патрулювання злітаючи з баз на Новій Шотландії. Аналогічну роль виконувала 4-та ескадрилья в Британській Колумбії на Тихому океані. Загалом «Странрарами» було оснащено 5 бойових ескадрилей(4-а, 5-а, 6-а, 7-а і 9-а), остання з яких використовувала цей літак до 1944 року. Окрім цього «Странрари» були на озброєнні 117-ї допоміжної ескадрильї восени 1941 року, а також з жовтня 1941 року по листопад 1942 використовувались для навчання екіпажів в складі 13-ї навчальної ескадрильї.

## Тактико-технічні характеристики

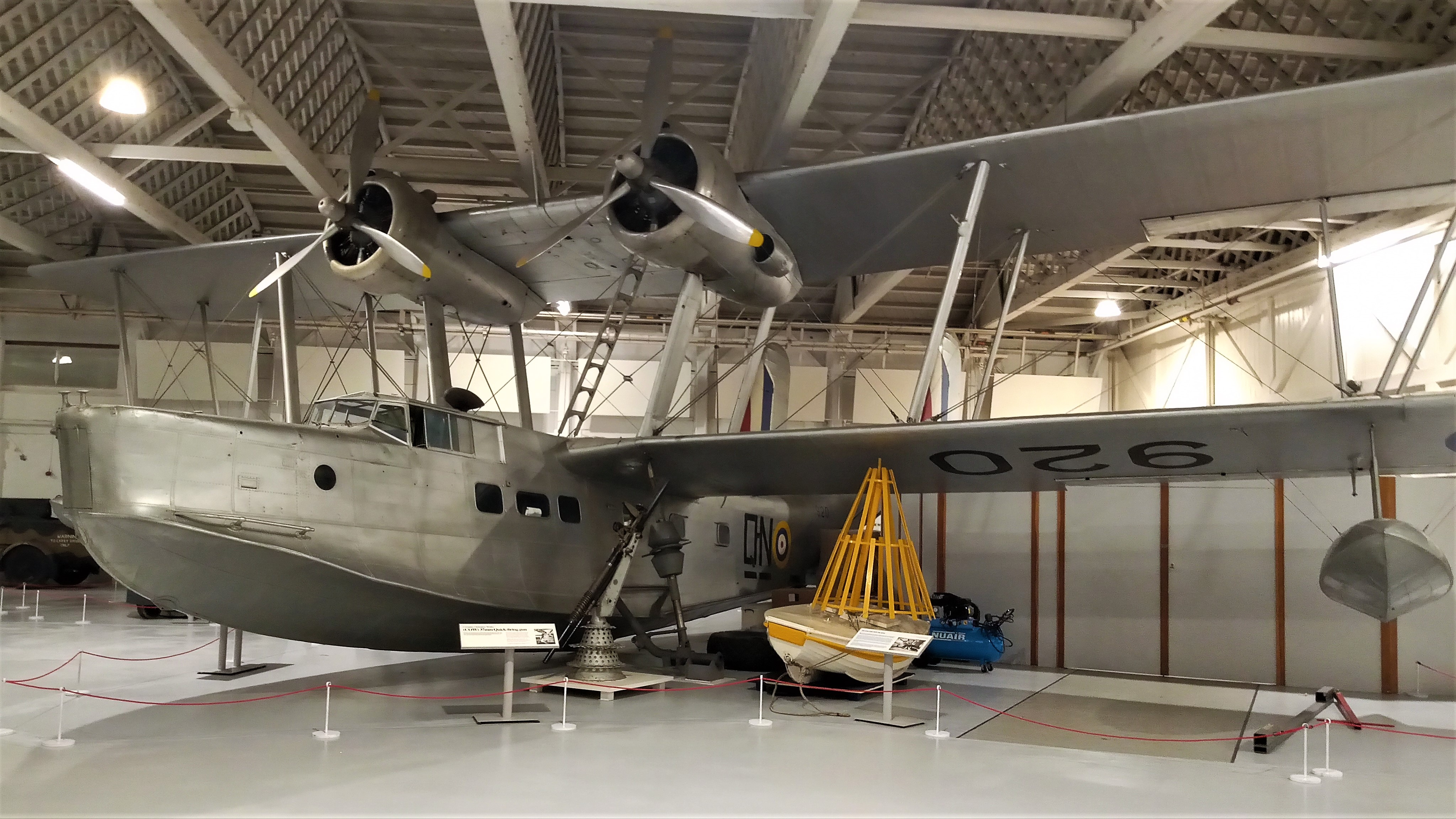
«Странрар» в музеї королівських ВПС в Лондоні.

Дані з Consice Guide to British Aircraft of World War II

### Технічні характеристики
- Екіпаж: 6 осіб
- Довжина: 16,71 м
- Висота: 6,63 м
- Розмах крил: 25,91 м
- Площа крил: 135,36 м²
- Маса порожнього: 5103 кг
- Максимальна злітна маса: 8618 кг
- Двигуни: 2 × Bristol Pegasus X
- Потужність: 2 × 875 к. с. (652 кВт.)

### Льотні характеристики
- Максимальна швидкість: 266 км/год (на висоті 1830 м.)
- Крейсерська швидкість: 169 км/год
- Практична стеля: 5640 м.
- Дальність польоту: 1609 км

### Озброєння
- Стрілецьке:
  - 1 × 7,7-мм кулемет Льюїса в носі літака
  - 1 × 7,7-мм кулемет Льюїса в верхній турелі
  - 1 × 7,7-мм кулемет Льюїса в хвостовій турелі
- Бомбове:
  - до 454 кг бомб